# Jurinea eximia
Jurinea eximia là một loài thực vật có hoa trong họ Cúc. Loài này được Tekutjev mô tả khoa học đầu tiên năm 1938.